# Краковское воеводство (II Речь Посполитая)
Краковское воеводство (пол. Województwo krakowskie) — административно-территориальная единица Второй Польской Республики, образованная 23 декабря 1920 года в результате восстановления Польского государства. Столица — Краков. Главные города — Тарнув, Новы-Сонч, Освенцим и Ясло.
В результате административной реформы 1932 года, было упразднено пять ранее существовавших повятов воеводства: Грыбовский, Маковский, Освенцимский, Пльзеньский и Велички. На территории воеводства было 54 города. 1 ноября 1938 года в воеводство были включены (повят новотарский) части Спиша и Оравы с площадью 180 км².

## География

### Территория
Краковское воеводства занимало территорию площадью 17 560 км. На востоке граничило с Львовским воеводством, на юге с Чехословакией, с запада и севера — с Автономным Силезским и Келецким воеводством.

## Население
В 1921 году в воеводстве проживало 1 992 810 человек.
Религиозный состав населения:
- Католики латинского обряда — 1 779 889 (89,3 %)
- Иудаизм — 152 926 (7,7 %)
- Грекокатолики — 52 864 (2,7 %)
- Евангелисты — 5 708 (0,3 %)

Этнический состав населения:
- Поляки — 1 853 654 (93 %)
- Евреи — 76 861 (3,9 %)
- Украинцы — 49 896 (2,5 %)
- Немцы — 9 295 (0,47 %)

## Повяты
Площадь повятов указана на 1939 год, исключение составляют упраздненные повяты. Население указано по данным переписи 1931 г., в упразднённых повятах на 1921 г..
| Повят                      | Площадь км² | Жителей |  | Центр повята     | Жителей |
| -------------------------- | ----------- | ------- |  | ---------------- | ------- |
| Краковское воеводство      |             |         |  |                  |         |
| 1 Бяльский                 | 635         | 139.100 |  | Бяла             | 22.891  |
| 2 Бохеньский               | 877         | 113.800 |  | Бохня            | 12.274  |
| 3 Бжеский                  | 849         | 102.200 |  | Бжеско           | 3.672   |
| 4 Хшанувский               | 722         | 138.100 |  | Хшанув           | 17.833  |
| 5 Домбровский              | 650         | 66.700  |  | Домброва         | 6.017   |
| Дембицкий (до 1937)        | 1141        | 110.900 |  | Дембица          | 9.276   |
| 6 Горлицкий                | 1082        | 104.800 |  | Горлице          | 6.730   |
| Грыбувский (до 1932)       | 585         | 51.932  |  | Грыбув           | 3.311   |
| 7 Ясельский                | 1055        | 116.100 |  | Ясло             | 10.112  |
| 8 Краковский               | 884         | 187.500 |  | Краков           | 219.300 |
| 9 Място Краков             | 48          | 219.300 |  | Краков           | 219.300 |
| 10 Лимановский             | 944         | 87.300  |  | Лиманова         | 2.542   |
| Макувский (с 1924 до 1932) | 823         | 67.378  |  | Макув            | 4.111   |
| 11 Мелецкий                | 901         | 77.500  |  | Мелец            | 7.057   |
| 12 Мысленицкий             | 988         | 102.700 |  | Мысленице        | 6.277   |
| 13 Новосондецкий           | 1572        | 183.900 |  | Новы-Сонч        | 30.278  |
| 14 Новотарский             | 2069        | 131.800 |  | Новы-Тарг        | 10.700  |
| Освенцимский (до 1932)     | 314         | ?       |  | Освенцим (город) | 11.949  |
| Пильзненьский (до 1932)    | 573         | 47.355  |  | Пильзно          | 3.671   |
| Подгужский (до 1923)       | 221         | 39.937  |  | Подгуже          | 24.676  |
| Ропчицкий (до 1937)        | 1141        | 110.700 |  | Ропчице          | 3.382   |
| Списко-Оравский (до 1925)  | 583         | 22.684  |  | Новы-Тарг        | 8.071   |
| 15 Тарнувский              | 881         | 142.400 |  | Тарнув           | 45.235  |
| 16 Вадовицкий              | 1109        | 145.100 |  | Вадовице         | 8.400   |
| Величский (до 1932)        | 458         | 68.084  |  | Величка          | 9.872   |
| 17 Живецкий                | 1153        | 130.900 |  | Живец (город)    | 6.571   |

- 1 апреля 1932 года был упразднён Грыбувский повят и его территория была поделена Новосондецким, Горлицким и Тарнувским повятами.
- 1 апреля 1932 года был упразднён Пильзненьский повят и его территория была поделена Ропшицким и Ясельским повятами.